# Oliver P. Effersøe

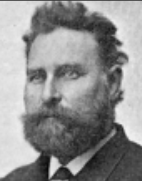
Oliver Petræus Effersøe

Oliver Petræus Effersøe (geboren am 22. Juni 1830 in Tórshavn, gestorben am 7. Januar 1897) war ein färöischer Lehrer, Zeitungsredakteur und Politiker. Als Parlamentsabgeordneter war er Mitglied sowohl des dänischen Folketings als auch des färingischen Løgtings.

## Leben
Oliver P. Effersøe war ein Sohn des isländischen Einwanderers Jón Guðmundsson Effersøe (1784–1866), der ursprünglich von der Insel Örfirisey im Kollafjörður bei Reykjavík stammte, sowie dessen Ehefrau Súsanna Ólavsdóttir (1797–1882), einer Tochter des Bauern Óli Tummassarson á Heygum aus Vestmanna.
Auf Anregung V.U. Hammershaimbs hin wurde Oliver P. Effersøe 1851 zum Studieren nach Kopenhagen geschickt, machte dort 1852 sein Examen philosophicum und legte 1856 den ersten Teil seinen Jura-Examens ab. Danach führte er das Studium jedoch nicht weiter, weil er sich mehr zum Lehrerberuf hingezogen fühlte. Er arbeitete im Anschluss als Hauslehrer auf dem Gutshof Højstrup auf der Halbinsel Stevns. 

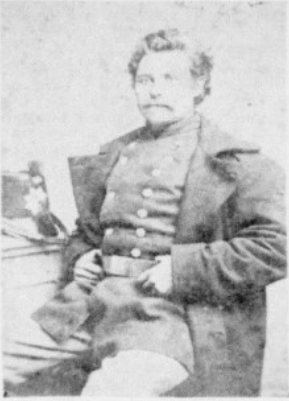
Oliver Petræus Effersøe im Jahr 1864.

Im Jahr 1864 nahm er dann als Freiwilliger am Deutsch-Dänischen Krieg teil. An seinem 34. Geburtstag wurde er dabei verwundet und geriet in deutsche Kriegsgefangenschaft, die er in Glücksburg verbrachte. Nach dem Ende des Krieges kehrte er auf die Färöer zurück.
Im Jahr 1869 wurde er erstmals als Politiker ins dänische Folketing gewählt und saß dort bis 1872. Løgtingsmitglied war er von 1871 bis 1889 sowie von 1891 bis 1895.
Beruflich arbeitete er von 1871 bis 1897 mehr als 25 Jahre als Lehrer an der Realschule in Tórshavn. Von 1881 bis 1886 saß er zudem in der färöischen Schuldirektion. Als leitender Redakteur der färöischen Amtszeitung Dimmalætting war er von 1881 bis 1882 sowie von 1892 bis 1893 aktiv.
O. P. Effersøe war zudem einer der eifrigsten Mitglieder des Tórshavner Klub Havnar Klubbi, die sich für den Bau des Klubhauses am Tinghúsvegur im Jahr 1882 einsetzten.
Oliver P. Effersøe heiratete im Alter von 53 Jahren Margreta Djurhuus aus Tórshavn. Sie hatten drei gemeinsame Kinder.

## Weitere bekannte Familienmitglieder
Älterer Bruder von O. P. Effersøe war Gudmund Effersøe (1827–1916), der Sýslumaður von Suðuroy, (genauer: Gudmund Christie Laurentius Isholm Effersøe). Neffen von O. P. Effersøe waren R.C. Effersøe und Oliver Effersøe.